# Bernie Schreiber
Bernie Schreiber  (20 januari 1959) is een Amerikaans voormalig internationaal trialrijder. Hij is tot op heden de enige Amerikaan die ooit het FIM Wereldkampioenschap trial won, in 1979. Daarnaast is Schreiber viervoudig winnaar van de NATC Trials Championship, hij won de titel in 1978, 1982, 1983 en 1987. In 2000 werd hij opgenomen in de AMA Motorcycle Hall of Fame.

## Biografie
Schreiber begon met trial op tienjarige leeftijd in 1969. In enkele jaren werkte hij zich op tot een van de toprijders in het zuiden van Californië, en begon zijn deelname aan het FIM Wereldkampioenschap in 1977, nog maar 17 jaar oud. In 1978 won hij de nationale titel van de Verenigde Staten en eindigde als derde bij het wereldkampioenschap achter titelverdediger Yrjö Vesterinen en Martin Lampkin, met zeges in Frankrijk, Spanje, de Verenigde Staten en Italië.
Schreiber schreef zich in 1979 in de geschiedenisboekjes als eerste en tot nu toe enige winnaar van het wereldkampioenschap afkomstig uit de Verenigde Staten. Na een moeizame seizoensstart behaalde hij vier overwinningen en nog eens drie podiumplaatsen in de laatste acht wedstrijden, waarmee hij zich wereldkampioen mocht noemen, voor teammaat Vesterinen en de Zweed Ulf Karlsson. In het seizoen 1980 stapte hij midden in het seizoen van Bultaco over naar Italjet, en hij kon op de Italjet de laatste vier wedstrijden winnend afsluiten. Helaas was het niet genoeg om zijn wereldtitel te prolongeren, die ging naar Karlsson met Schreiber als tweede voor Vesterinen. In 1981 was hij minder succesvol, waarna hij overstapte naar SWM voor het seizoen 1982. Hij reed slechts twee races niet naar een podiumplaats, en eindigde als tweede achter het Belgische opkomende talent Eddy Lejeune. In 1982 won Schreiber wel de prestigieuze Scottish Six Days Trial, waarin hij Lejeune op de laatste dag passeerde in het klassement. In zijn thuisland bleef hij ook succesrijk, met zeges voor de nationale titel in 1982 en 1983. De volgende twee jaren kenmerkten zich door strijd tussen Schreiber en Lejeune voor de wereldtitel, waarbij de Belg telkens met de titel op de loop ging. Bij zijn terugkeer op de Amerikaanse wedstrijden won Schreiber, inmiddels voor Fantic rijdend, zijn vierde en laatste nationale titel.

## Wereldkampioenschappen
| Jaar | Team              | 1     | 2     | 3      | 4     | 5     | 6     | 7      | 8     | 9      | 10     | 11    | 12    |  | Punten | Klassement |
| ---- | ----------------- | ----- | ----- | ------ | ----- | ----- | ----- | ------ | ----- | ------ | ------ | ----- | ----- |  | ------ | ---------- |
| 1977 | Bultaco           | IRL - | GBR - | BEL 5  | SPA 3 | FRA 5 | GER 2 | USA -  | CAN 7 | SWE 8  | FIN 6  | CZE 8 | SUI 7 |  | 53     | 7e         |
| 1978 | Bultaco           | IRL 9 | GBR 8 | BEL -  | FRA 1 | SPA 1 | GER 2 | USA 1  | ITA 1 | AUT 2  | SWE 3  | FIN 6 | CZE 2 |  | 116    | 3e         |
| 1979 | Bultaco           | IRL - | GBR 7 | BEL 6  | NED 4 | SPA 1 | FRA 2 | CAN 3  | USA 1 | ITA 2  | SWE 1  | FIN 7 | CZE 1 |  | 115    | 1e         |
| 1980 | Bultaco / Italjet | IRL 4 | GBR 8 | BEL 5  | SPA 1 | AUT 7 | FRA 1 | SUI -  | GER - | ITA 1  | FIN 1  | SWE 1 | CZE 1 |  | 111    | 2e         |
| 1981 | Italjet           | SPA 3 | BEL 8 | IRL -  | GBR - | FRA 4 | ITA 3 | AUT 6  | USA 8 | FIN 5  | SWE 3  | CZE 2 | GER - |  | 66     | 6e         |
| 1982 | SWM               | SPA 2 | BEL 2 | GBR 1  | ITA 2 | FRA 3 | GER 2 | AUT 3  | CAN 1 | USA 3  | FIN 10 | SWE 4 | POL 3 |  | 127    | 2e         |
| 1983 | SWM               | SPA 1 | BEL 4 | GBR 3  | IRL 2 | USA 6 | FRA 2 | AUT 2  | ITA 4 | SUI 3  | FIN 5  | SWE 1 | GER 3 |  | 123    | 2e         |
| 1984 | Italjet           | SPA 3 | BEL 8 | GBR 1  | IRL 4 | FRA 4 | GER 1 | USA 10 | CAN 6 | AUT 6  | ITA 5  | FIN 4 | SWE 4 |  | 152    | 3e         |
| 1986 | Yamaha            | BEL - | GBR 8 | IRL 11 | SPA 8 | FRA 9 | USA 8 | CAN 12 | GER 9 | AUT 11 | ITA 12 | SWE 5 | FIN 8 |  | 75     | 7e         |
| 1987 | Fantic            | SPA 8 | BEL - | GBR -  | IRL - | GER - | FRA - | USA 13 | AUT - | ITA -  | CZE -  | SUI - | SWE - |  | 11     | 20e        |

Bron:

## Palmares
- Nationaal kampioen van de Verenigde Staten: 1978, 1982, 1983, 1987
- FIM wereldkampioen 1979
- Winnaar Scottish Six Day Trial Winner 1982